# 埃根霍芬
埃根霍芬（德語：Egenhofen，發音：[eːɡn̩ˈhoːfn̩]）是德国巴伐利亚州上巴伐利亚行政区菲斯滕费尔德布鲁克县的市镇，面积33.4平方千米，2023年12月31日人口为3,542人。